# Усубов, Шахмар Шахгусейн оглы
Шахмар Шахгусейн оглы Усубов (азерб. Şahmar Şahhüseyn oğlu Usubov; род. 4 августа 1953, Ходжалы, Нагорно-Карабахская автономная область) — глава Исполнительной власти Ходжалинского района (с 2000).

## Биография
Родился 4 августа 1953 года в с. Ходжалы. В 1979 году окончил факультет экономики и планирования материально-технического обеспечения Азербайджанского народнохозяйственного института.
С 1970 по 1971 год являлся рабочим Ходжалинского овоще-молочного совхоза.
С 1974 по 1975 год являлся рабочим Ходжалинского совхоза №2.
С 1975 по 1979 год являлся главным бухгалтером изолятора №1 г. Шуша.
С 1979 по 1990 год являлся бухгалтером по механизации, заместителем главного бухгалтера, главным экономистом Ходжалинского овоще-молочного совхоза.
С 1990 по 1998 год являлся начальником Ходжалинского филиала Аграрно-промышленного банка Азербайджана.
С 1998 по 1999 год являлся начальником управления по реализации электроэнергии Азизбековского района г. Баку.
С 1999 по 2000 год являлся начальником участка по приёмке, транспортировке и продаже газа управления газоснабжения  Хатаинского района г. Баку.
С мая по декабрь 2000 года являлся исполнительным директором компании «Seyhun».
Глава Исполнительной власти Ходжалинского района (с 18 декабря 2000).

## Награды
- Орден «Слава» (6 августа 2013, за плодотворную деятельность на государственной службе)[2]